# Wandernder Punkt
In der Theorie der dynamischen Systeme ist ein nicht wandernder Punkt (auch: nichtwandernder Punkt) ein Punkt, dessen Orbit wieder beliebig nahe an die Ausgangsposition zurückkehrt und auch die Orbiten einer ganzen Umgebung des Punktes wieder beliebig nahe an diesen Punkt herankommen. (Insbesondere sind periodische Punkte nichtwandernd.) Entsprechend ist ein wandernder Punkt ein Punkt, für den eine ganze Umgebung nie wieder in diese Umgebung zurückkehrt. Die Menge der wandernden bzw. nicht wandernden Punkte wird als wandernde Menge bzw. nichtwandernde Menge bezeichnet.

## Definition für diskrete dynamische Systeme
Es sei {\displaystyle X} ein metrischer Raum und {\displaystyle f\colon X\to X} eine stetige Transformation.
Ein Punkt {\displaystyle x\in X} ist ein wandernder Punkt, wenn es eine Umgebung {\displaystyle x\in U} gibt, so dass
{\displaystyle f^{n}(U)\cap U=\emptyset }
für alle {\displaystyle n>0}.
Ein Punkt {\displaystyle x\in X} ist ein nichtwandernder Punkt, wenn es für jede Umgebung {\displaystyle x\in U} ein {\displaystyle n>0} mit
{\displaystyle f^{n}(U)\cap U\not =\emptyset }
gibt.

## Definition für Flüsse
Es sein {\displaystyle M} eine Mannigfaltigkeit und {\displaystyle \phi \colon M\times \mathbb {R} \to M} ein Fluss.
Ein Punkt {\displaystyle x\in M} ist ein wandernder Punkt, wenn es eine Umgebung {\displaystyle U} von {\displaystyle x} und ein {\displaystyle T>0} gibt, so dass
{\displaystyle \phi _{t}(U)\cap U=\emptyset }
für alle {\displaystyle t\geq T}.
Ein Punkt {\displaystyle x\in M} ist ein nichtwandernder Punkt, wenn es für jede Umgebung {\displaystyle x\in U} und für jedes {\displaystyle T>0} ein {\displaystyle t\geq T} mit
{\displaystyle \phi _{t}(U)\cap U\not =\emptyset }
gibt.

## Eigenschaften
Die Menge {\displaystyle \Omega (f)} der nichtwandernden Punkt ist abgeschlossen, invariant und enthält alle {\displaystyle \omega }-Limesmengen. Sie enthält alle rekurrenten Punkte, es muss aber nicht jeder nichtwandernde Punkt auch rekurrent sein.
Wenn {\displaystyle M} kompakt ist, dann ist {\displaystyle \Omega (f)\not =\emptyset }.